# Mezolimbická dráha
Mezolimbická dráha, někdy cesta odměny, je dopaminergní drahou v mozku .  Dráha spojuje ventrální tegmentální oblast ve středním mozku s ventrálním striatem bazálních ganglií v předním mozku . Ventrální striatum zahrnuje nucleus accumbens a čichové centrum .  Uvolňování dopaminu z mezolimbické dráhy do jádra accumbens reguluje motivační význam (např. motivaci a touhu po stimulu ve formě odměny ) a usnadňuje posilování a učení motorických funkcí;    může také hrát roli v subjektivním vnímání potěšení .   Degregulace mezolimbické dráhy a její výstupní neurony v nucleus accumbens hraje významnou roli ve vývoji a udržování závislosti .    

## Anatomie
Mezolimbická dráha je složena z dopaminergních (tj. dopamin uvolňujících) neuronů, které projikují z ventrální tegmentální oblasti (VTA) do ventrálního striata, což zahrnuje nucleus accumbens (NAcc) a čichový tuber.  Je to jedna ze složkových drah mediálního předního mozkového svazku, což je soubor nervových drah, které zprostředkovávají odměnu za stimulaci mozku . 
VTA se nachází ve středním mozku a skládá se z dopaminergních, GABAergických a glutamatergických neuronů .  Nucleus accumbens a čichový tuber jsou umístěny ve ventrálním striatu a jsou primárně složeny ze středních ostnatých neuronů .    Jádro accumbens je rozděleno na limbické a motorické podoblasti známé jako NAcc shell a NAcc core .  Mediální spiny eurony v nucleus accumbens přijímají vstup jak z dopaminergních neuronů VTA, tak z glutamatergických neuronů hippocampu, amygdaly a středního prefrontálního kortexu . Když jsou aktivovány těmito vstupy, středně neurony 'projekce uvolňují GABA na ventrálním pallidu . 

## Funkce
Mezolimbického dráha reguluje motivační významnost, motivaci, učení zesílení, a strach, mimo jiné kognitivní procesy.   
Mezolimbická dráha je zapojena do motivačního poznání. Vyčerpání dopaminu v této dráze nebo léze v místě jeho původu snižují míru, do jaké je zvíře ochotno jít za odměnu (např. počet stisknutí páky s nikotem nebo čas hledání potravy). Dopaminergní léky jsou také schopna zvýšit míru, v jaké je zvíře ochotno jít za odměnu, a rychlost palby neuronů v mezolimbické dráze se zvyšuje při očekávání odměny.  Mesolimbické uvolňování dopaminu bylo kdysi považováno za primární zprostředkovatel potěšení, ale nyní se předpokládá, že má ve vnímání potěšení jen malou roli.  

## Klinický význam
Mezolimbická dráha a specifická sada výstupních neuronů dráhy (tj. Neuronové neurony střední třídy D1 v jádru accumbens) hrají ústřední roli v neurobiologii závislosti .    Také se podílí na schizofrénii a depresi,    a předpokládá se, že se podílí na nadužívání digitálních médií .  Závislost, schizofrenie a deprese všechny zahrnují zřetelné strukturální změny uvnitř mezolimbické dráhy.  Zneužívání může rovněž ovlivnit mezolimbickou dráhu. Studie z roku 2017 zjistila, že nepříznivé životní události - emoční, fyzické a sexuální zneužívání - byly spojeny se zvýšenou limbickou reakcí na kokain. Jinými slovy, u jedinců, kteří dříve trpěli zneužíváním, byla větší pravděpodobnost, že mozková cesta bude připravena na užívání kokainu nebo drog. 

## Další dopaminové dráhy
- Mezokortikální cesta
- Nigrostriatální cesta
- Tuberoinfundibulární cesta

## Další témata
- Antipsychotika
- Tardivní dyskineze